# Sede da Procuradoria Geral da República Brasileira
A Sede da Procuradoria Geral da República é um conjunto de prédios em Brasília, no Distrito Federal, que sedia este órgão público e de onde despacha o Procurador-Geral da República, o vice e os subprocuradores. Fica localizado no Setor de Administração Federal Sul, entre a Via S2 Leste e a Via L4 Sul (Avenida das Nações), na Estrada Parque das Nações (EPNA).
Os seis prédios foram projetados por Oscar Niemeyer com a colaboração de sua neta, a também arquiteta Ana Elisa Niemeyer, e do engenheiro Jair Valera, e estão entre os edifícios mais polêmicos desenhados pelo arquiteto, aproximando seu estilo da arquitetura pós-moderna. Críticos o acusaram de aproximar sua arquitetura do estilo dos centros financeiros americanos.
Além das críticas arquitetônicas, a sede do Ministério Público da União também foi acusada, na época, de superfaturamento. A obra durou seis anos e custou 75 milhões de reais, que teria sido justificado pela monumentalidade e estrutura arrojada, com um único pilar recebendo todos os esforços no prédio principal e uma estrutura protendida, que parece flutuar sobre o solo.

## História
Apesar de ser um dos prédios mais novos do Plano Piloto, a sede da Procuradoria Geral da República estava prevista desde os projetos urbanísticos originais de Brasília, feitos por Lúcio Costa no fim dos anos 1950. 
A Procuradoria Geral da República se transfere do Rio de Janeiro para Brasília em 1962, ocupando diversas sedes provisórias. Primeiro, a PGR ocupou primeiro dois andares do Departamento de Administração do Serviço Público (DASP), depois, ficou em espaços do Ministério da Indústria e Comércio e do Ministério da Saúde. Em 1982, se muda para um prédio na Via L2 Sul, onde hoje funciona a Procuradoria da República no Distrito Federal.
Finalmente, em 1995, a sede própria começa a sair do papel. A obra foi iniciada em 1996 e inaugurada em 2002. O prédio custou cerca de 75 milhões de reais, o que levou a denuncias de superfaturamento e conflitos entre o escritório de Niemeyer e os engenheiros responsáveis - o orçamento inicial, de 49 milhões, foi bastante superado, apesar de Niemeyer ter colocado o orçamento em 81 milhões. O representante do escritório de Niemeyer em Brasília, porém, denunciou fraudes na construção.

## Arquitetura
O projeto tem 71.873,73 metros quadrados de área e tem escritórios, restaurante, serviços de apoio, áreas técnicas e estacionamentos. Ficam ali também o Memorial do MPF e o Auditório Juscelino Kubitschek.
O conjunto é formado por blocos em formato circular, ligados por rampas e passarelas curvas e também pelo subsolo, que fica oculto pra quem vê o prédio da superfície. Os gabinetes dos procuradores ocupam o bloco maior. O bloco vizinho e outro bloco menor são em pele de vidro, indo contra o hábito de Niemeyer de fazer suas criações em concreto armado. Três blocos menores são pintados de branco, e neles ficam o Auditório Juscelino Kubitschek, o centro médico e o restaurante.
A estrutura do bloco A é protendida, com um pilar central estrutural de concreto de alto desempenho, e cabos saindo dele. Nesse bloco, chamado no projeto de "Prédio Gabinetes" por ser onde ficam os gabinetes dos procuradores, oito vigas saem do pilar e surgem acima do bloco envidraçado, como uma coroa de cinquenta metros de diâmetro, que tem cabos que suportam o prédio, o que evita que hajam pilares no térreo e dá a sensação que o bloco está flutuando acima do chão. Os pilares, portanto, sustentam todo o prédio, em um desenho estrutural bastante ousado. Já o bloco B, tem estrutura auto-portante. O engenheiro responsável foi Jair Valera.

## Organização
O complexo é formado por seis edifícios, sendo o A e o B os principais. Eles são ligados por três passarelas, sendo duas também envidraçadas. Uma quarta passarela liga os blocos C e D. Além dos blocos, ainda há o subsolo com cerca de 30 mil metros quadrados que une os blocos e serve de garagem, manutenção e de local para as centrais de instalações hidráulicas, elétricas, lógicas e outras. Formalmente, os seis edifícios emergem do subsolo em comum.

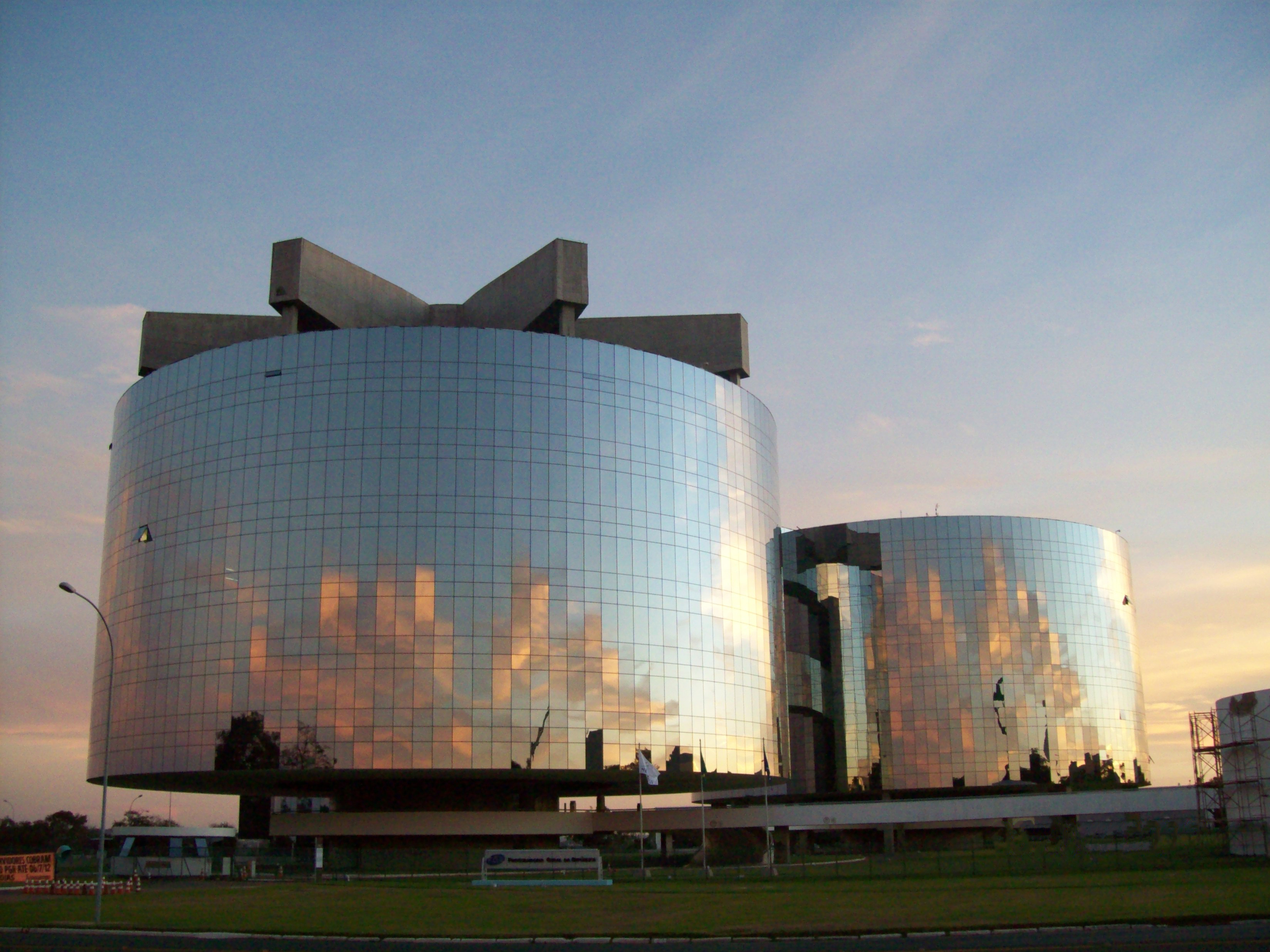
A coroa de concreto de oito pontas difere, na aparência, o Bloco A do B.

### Bloco A
O Bloco A é o principal edifício do conjunto, com uma área de pouco mais de 17 mil metros quadrados. Tem oito pavimentos, contando térreo e mezanino. Lá ficam os gabinetes das maiores autoridades da Procuradoria Geral da República: o Procurador-geral, o Vice Procurador-geral, o Vice Procurador-geral Eleitoral, o Conselho Superior do Ministério Público Federal e os subprocuradores-gerais. Na aparência, se difere do Bloco B devido a "coroa" de concreto acima do volume principal, resultado de sua estrutura protendida.

### Bloco B
O bloco B, praticamente do mesmo tamanho que o A, também tem área de pouco mais de 17 mil metros quadrados e oito pavimentos contando térreo e mezanino. Enquanto o Bloco A foi chamado de "Prédio Gabinetes" na fase de projeto, o B era chamado de "Prédio Funcionários" e é destinado aos setores administrativos como secretarias, câmaras, coordenadorias e biblioteca.

### Bloco C

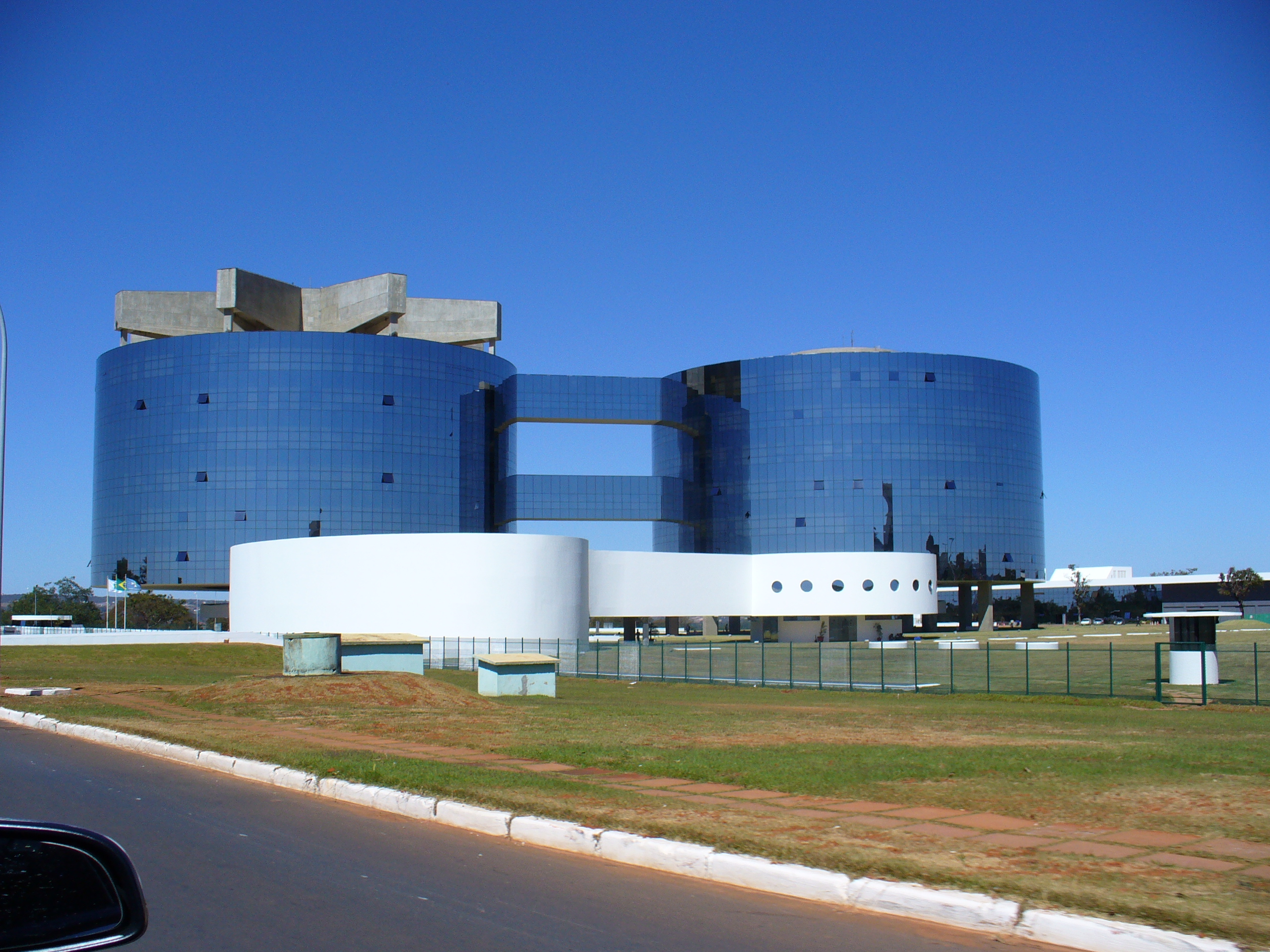
A sede da PGR, com o bloco C no primeiro plano e os blocos A e B ao fundo.

Com área de pouco menos que 900 metros quadrados, sedia o Auditório Juscelino Kubitschek. Tem dois pavimentos e abriga além do auditório, um hall  de entrada, um vestíbulo e uma sala para autoridades. Forma uma dupla com o Bloco D, com o qual é ligado por uma passarela, sendo os dois de concreto pintado, diferente do A, B e E.

### Bloco D
É o bloco do restaurante, tendo também a cozinha. O restaurante é voltado aos trabalhadores do próprio complexo. Tem uma área de cerca de 830 metros quadrados.

### Bloco E
O Bloco E é o centro de saúde do complexo, reservado para assistência médica básica e odontologia dos trabalhadores da Procuradoria Geral da República. Sua  área é de cerca de 1400 metros quadrados. Esse bloco não era previsto nos anteprojetos, tendo sido feito depois devido a necessidade. 

### Bloco F
Um bloco de 2620 metros quadrados voltada para serviços de apoio e manutenção, com dois pavimentos, onde ficam auditório, o almoxarifado, o patrimônio e uma oficina mecânica para a manutenção dos carros oficiais. Tem formas lineares nas fachadas, que destoam dos demais, mas a fachada envidraçada é a mesma.

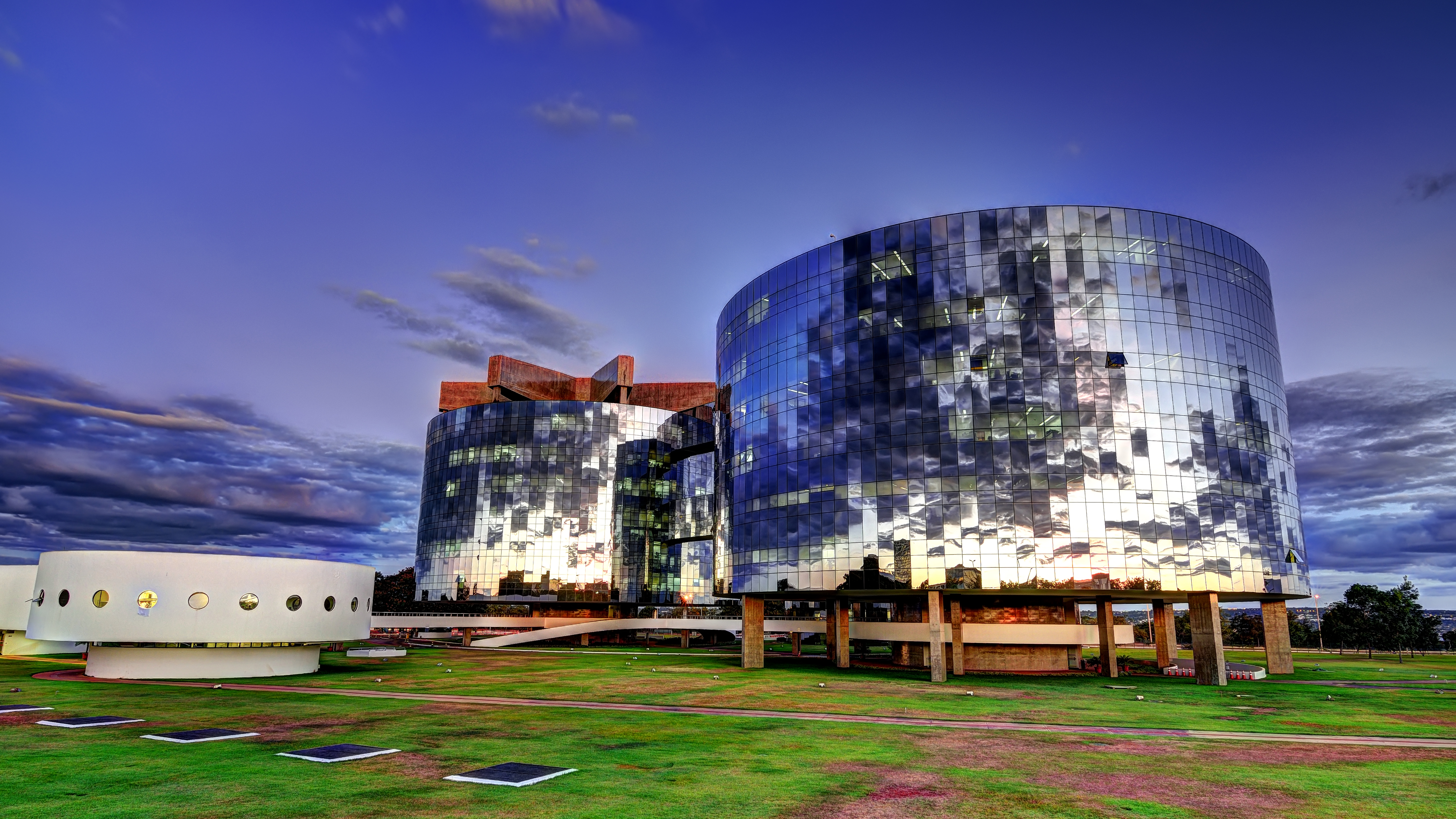
A pele de vidro foi criticada por biólogos após mortes de pássaros, que bateram no prédio devido ao reflexo do céu confundir sua visão.

## Crítica
A sede da Procuradoria Geral da República é considerado um dos prédios mais polêmicos e criticados de Niemeyer. Foi dito que até mesmo Lúcio Costa, amigo de Niemeyer e projetista do Plano Piloto, ficou surpreso com a solução adotada.
O uso da pele de vidro aproximou o arquiteto do pós-modernismo, uma atitude bastante criticada tanto no Brasil, quanto no exterior. "Fiquei surpreso ao descobrir o Niemeyer pós-moderno, imitando a porcaria da arquitetura das cidades financeiras norte-americanas", comentou o filósofo espanhol Eduardo Subirats, ácido crítico do movimento pós-moderno, quando de sua visita a Brasília.
Outras críticas vieram de biólogos, após a a parte envidraçada provocar a morte de pássaros, que acabam desorientados pela reflexão do vidro.